# Serge Nigg
Serge Nigg (* 6. Juni 1924 in Paris; † 12. November 2008 ebenda) war ein französischer Komponist.

## Leben
Serge Nigg studierte ab 1941 am Pariser Konservatorium Harmonielehre bei Olivier Messiaen und Kontrapunkt bei Simone Plé-Caussade. 1945 begegnete er René Leibowitz, der ihn in die Dodekaphonie einführte. Nach einem Konzert für Klavier und Bläser und einem für Klavier und Streicher (beide 1943) und der sinfonischen Dichtung Timour waren seine Variations pour piano et 10 instruments von 1946 das erste streng dodekaphonisch komponierte Werk eines französischen Komponisten. Es wurde beim Festival International de Musique dodécaphonique, das Leibowitz 1947 organisierte, uraufgeführt.
1956 wurde Nigg, der gelegentlich auch Filmmusiken komponierte,  Mitglied des Musikausschusses des französischen Rundfunks. Von 1967 bis 1982 war er Mitglied der Musikdirektion des französischen Kulturministeriums, danach übernahm er eine Klasse für Instrumentation und Orchestration am Konservatorium und wurde Präsident der Société Nationale de Musique. 1989 wurde er Mitglied und 1995 Präsident der Académie des Beaux-Arts.

## Werke
- Concerto pour piano et instruments à vent, 1943
- Concerto pour piano et orchestre à cordes, 1943
- 1ère sonate pour piano, 1943
- Timour, sinfonische Dichtung, 1944
- Variations pour piano et 10 instruments, 1946
- Quatre mélodies sur des poèmes de Paul Éluard, 1950
- Billard, Ballett, 1950
- Pour un poète captif , sinfonische Dichtung, 1951
- 1er Concerto pour piano et orchestre, 1954
- Concerto pour violon et orchestre, 1960
- Concerto pour flûte et orchestre à cordes , 1960
- Jérôme Bosch Symphonie, 1960
- Histoire d’œuf, conte musical nach Blaise Cendrars, 1961
- Pour un Tombeau d’Anatole, 1961
- Visages d’Axël, 1965–67
- Fulgur, 1970
- 2ème concerto pour piano et orchestre, 1971
- Fastes de l’imaginaire, 1974
- Mirrors for William Blake, 1979
- Million d’oiseaux d’or, 1981
- Quatuor à cordes
- Du clair au sombre, Zyklus für Sopran und Kammerorchester nach Gedichten von Paul Éluard
- Arioso für Cello und Klavier, 1987
- Konzert Nr. 1 für Viola und Orchester, 1987–1988
- Poème pour orchestre, 1990
- Sonate pour piano et violon, 1996
- Tumultes für Klavier, 1998
- Deux images de nuits für Klavier, 1999
- Konzert Nr. 2 für Viola und Orchester, 2000

## Filmografie
- 1961: Wer sind Sie, Dr. Sorge? (Qui êtes-vous, Monsieur Sorge?)
- 1962: Sie fragte nicht nach morgen (La croix des vivants)
- 1962: Der Kampf auf der Insel (Le combat dans l’île)